# 宮下匠規
宮下 匠規（みやした たくのり、1979年4月4日 - ）は、日本の歌手、音楽プロデューサー、タレント、俳優、中国語通訳。千葉県出身。

## 人物
身長168cm。体重60kg。血液型はB型。早稲田大学本庄高等学院、早稲田大学政治経済学部政治学科、北京広播学院漢語専修課、中国伝媒大学アナウンサー科卒業。
2004年、BTV外国人才芸大会で優勝した後、同テレビと国土交通省合同製作企画外国紹介番組「YOKOSO,JAPAN!国際双行線」において日本側レポーターを担当。他にCCTV「舞踏世界」、「同楽五洲」、「非常6+1」、東方衛星テレビ「我型我show」などの番組に出演。中国でメディア関係の仕事に長年従事していた経験から各メディア事情にも詳しい。現在はテレビ番組コンテンツの中国市場開拓、歌手や役者のライブやキャスティングなど中国側プロモーターとのコーディネートも担当している。近年では、上海で行われる東京ガールズコレクションのチーフ通訳で、ジャパンタイムズの出版する通訳キャリアガイドにも掲載されている。

### アルバム
- 龍者 Dragon Person（2012年）

## 出演・紹介

### 新聞
- ストリートダンスで日中友好を(人民網日本語版) [1]
- ある日本人の「チャイナ・ドリーム」。(人民網日本語版)[2]

### ウェブマガジン
- 第8回　China JP Creators File Vol.03　(JDN記事)　[3]

### ラジオ
- 東京音楽広場[4]